# Mary Elizabeth Lange
Mary Elizabeth Lange (ur. około 1794 w Santiago de Cuba, zm. 3 lutego 1882 w Baltimore) – amerykańska zakonnica, Czcigodna Służebnica Boża Kościoła katolickiego. Była założycielką Sióstr Opatrzności Oblatów (pierwszego w USA afroamerykańskiego zgromadzenia zakonnego).

## Życiorys
Na początku XIX wieku przeniosła się z Kuby do Stanów Zjednoczonych, gdzie wraz z przyjaciółką założyła Akademię św. Franciszka, która działała w jej własnym domu i za jej pieniądze. Oferowała bezpłatną naukę afroamerykańskim dzieciom z terenu Baltimore. Przy wsparciu arcybiskupa Baltimore, Jamesa Whitfielda założyła szkołę dla „kolorowych dziewcząt”, a następnie zgromadzenie Sióstr Opatrzności, którego celem było zapewnienie Afroamerykanom edukacji religijnej i podstawowej. Siostry przyjmowały również sieroty i wdowy, kształciły wyzwolonych niewolników, opiekowały się osobami umierającymi w trakcie epidemii cholery oraz sprzątały w Seminarium Mariackim.
Przyjęła imię zakonne Mary i przez dwie kadencje pełniła funkcję przełożonej generalnej zgromadzenia.
W 1991 kardynał William Keeler z Baltimore wszczął jej proces beatyfikacyjny. 22 czerwca 2023 decyzją papieża Franciszka podpisano dekret o heroiczności jej cnót i od tej pory przysługuje jej tytuł Czcigodnej Służebnicy Bożej.
W 2005 powstała pierwsza w Ameryce szkoła jej imienia.